# Amor en custodia (série télévisée, 2009)
Pour les articles homonymes, voir Amor en custodia.
Amor en custodia est une telenovela colombienne diffusée en 2009 - 2010 par RCN Televisión.

## Distribution
- Alejandra Borrero : Paz Delucci / Mónica Martínez
- Ernesto Calzadilla : Juan Manuel Aguirre
- Ana Wills : Bárbara Sanín Delucci
- Iván López (en) : Nicolás Camacho López
- Estefanía Godoy : Tatiana Aguirre
- Marcelo Dos Santos : Alejandro Sanín
- Jenny Osorio : Carolina Acosta
- Humberto Dorado : Santiago Delucci
- Mario Duarte : Ernesto Salinas "Tango"
- Patricia Tamayo : Gabriela
- Nórida Rodríguez : Inés López
- Sonia Cubides : Priscila
- Ana María Medina : Laura Camacho
- Johana Morales : Victoria Delucci
- Carmenza González : Nora
- Ricardo Leguízamo : Gino
- Bibiana Corrales : Rubí
- Hugo Gómez : Walter Camacho
- Consuelo Moure : Alicia Álvarez
- María León Arias : Consuelo
- Cristian Villamil : Cristóbal
- María Eugenia Dávila : Débora
- Germán Escallón : El Holandés
- Jaime Barbini : Fabricio
- Sebastián Sánchez : Robert Gafter
- Felix Antequera : Carlos Gonzales / Frank Fonseca
- Alejandra Azcárate : Renata Shewin
- Valentina Rendón : Isabella
- Marcela Posada : Coral
- María Isabel Henao : Camela
- Juan Carlos Messier : Pascual Shewin
- Nicolás Pachón : Anderson
- Jorge "Kiko" Pubiano : José Barrancas "Jota"
- Héctor Mauricio Cabal : Germán Soler "Loco"
- Paula Silva : Katia
- Natasha Klauss : Sandra Estrada
- Emerson Rodríguez : Raúl Martinez
- Bernardo García : Eugenio
- María Eugenia Penagos : Cástula de Shewin
- Julio Medina : Ignacio Martinez
- Jorge López : Arturo Cáceres
- Giorgio Difeo : Marco Tardelli
- Ilenia Antonine : fille de Marco Tardelli
- Ana Beatriz Osorio : Diana Miranda
- Marcela Bustamante : Maritere
- Cristóbal Errazuriz : Mauricio Gafter

## Diffusion internationale
| Pays/Région | Chaîne             | Titre            |
| ----------- | ------------------ | ---------------- |
| Colombie    | RCN Televisión     | Amor en custodia |
| Amérique    | TV Colombia        | Amor en custodia |
| Venezuela   | Venevisión         | Amor en custodia |
| Équateur    | Teleamazonas       | Amor en custodia |
| Bolivie     | Red UNO            | Amor en custodia |
| Panama      | TVN                | Amor en custodia |
| Nicaragua   | Televicentro       | Amor en custodia |
| Chili       | TVN                | Amor en custodia |
| Espagne     | Antena.Nova        | Amor en custodia |
| Mexique     | Televisa Monterrey | Amor en custodia |

## Versions
- Amor en custodia (2005), produit par Telefe.
- Amor en custodia (2005 - 2006), produit par Azteca.
- Amores verdaderos (2012), produit par Televisa.

### Sources
- (es) Cet article est partiellement ou en totalité issu de l’article de Wikipédia en espagnol intitulé « Amor en custodia (Colombia) » (voir la liste des auteurs).